# おやこ刑事
『おやこ刑事』（おやこデカ）は、原作：林律雄 / 作画：大島やすいちによる漫画作品、およびそれを原作とするテレビドラマである。
原作漫画は、『週刊少年サンデー』（小学館）に1977年21号から1981年12号まで連載された。単行本は、小学館少年サンデーコミックスから全25巻、ワイド版は全12巻が刊行されている。現在は「マンガ図書館Z」から電子書籍が全8巻無料配信されている。

## あらすじ
小柄で女好きのスケベな父・柴田勘太郎。対する息子の文吾は、大の女嫌いで女性が近寄るとアレルギーのジンマシンが出来てしまうクセに女にモテモテの美男子。勘太郎の妻は文吾を産んで他界したため、勘太郎は男手ひとつで彼を育ててきた。柴田親子のいる下ノ町警察署捜査一課には、他にも個性豊かなキャラが揃っている。頼れる上司で勘太郎とは同期の川上課長。空手の有段者でサングラスにパーマ頭のタレ。いつもパイプをふかすシャクレ顔のポパイ。一人娘の綾にはめっぽう弱い勤勉刑事のガン。大きな体で水が苦手なダイブツ。いつも勘太郎におしりを触られている紅一点の婦人警官・操（みさお）。こうした個性豊かな刑事たちが奔走し、街の小さな事件から凶悪犯罪までを解決していく。

## 主要人物
柴田 文吾（しばた ぶんご）
この漫画の主人公（父である勘太郎は準主役、と文吾を呼ぶことがある）。柴田勘太郎の妻、清美が命と引き換えに産んだ、勘太郎のただ一人の子供である。勘太郎と親子とは思えないほどの美青年。女アレルギーで、大西操以外の女性（子供、年輩女性は例外）が近付くだけで全身に蕁麻疹が出る（当初は操相手にもこの症状はあったが、間もなく発症しなくなった）。刑事としての経験は下ノ町署で一番短く、血の気が多くて短気であるなど刑事としては未熟な面があるが、その若さから来る行動力と粘り強さから事件を解決に導くことが多い。当然短所が響き、始末書や謹慎を食らうこともある。
よくコンビを組むのは勘太郎であるが、本庁との合同捜査では黒岩刑事というヤクザにしか見えない刑事と名コンビぶりを発揮する。また、刑事になりたての頃にはポパイこと瀬良満刑事が教育役となり、主に文吾と行動を共にしていた。下ノ町署にて勤務に就くと共に、SAP隊員としての勤務や僻地の駐在所勤務などを経験し、刑事としての成長を遂げていく。
射撃の腕前は抜群だが、銃撃戦の際には急所を外して撃つことが多い（原作者の林は、とあるエピソードで一度だけ文吾に犯人を射殺させてしまったことを悔いる旨のコメントを『週刊少年サンデー30周年記念増刊号』誌上で発している）。
先述の通り女性アレルギーではあるが、大西操が相手の場合には蕁麻疹が出ず、数々のトラブルや、交通課所属の麻実、駐在所勤務時のベル先生こと小野寺鈴子などのアプローチも乗り越え、最終話で操と無事結婚する。
柴田 勘太郎（しばた かんたろう）
文吾の父親。若いころの経歴は不明だが、戦争時には出征し、旧ソ連軍の捕虜となっていた。終戦後帰国するも、飢えが原因で「吉松蕎麦」前にて倒れてしまう。この店の娘に助けられ、命拾いをすることになるのだが、この娘こそ、妻となる清美である（義父はその件に関しては「食いモンが目当てだったんじゃねえか」とも述べている）。結婚当初、清美の両親が言うには「非常に純情」な青年であったらしく、夫婦仲は円満であった。勘太郎が警官になると間もなく、清美が妊娠する。時を同じくして、「犯罪史に残る凶悪な強盗殺人事件」が発生、この事件を自身の手で解決し、清美のいる病院に駆けつけるも、清美は文吾を出産後、産褥で死亡した後であった。
以来「女好き」が目立つようになり、若くて美人な女性とみると何かと手を出すようになる。特に操は、一日に一度はお尻を触られるという被害に遭っている。ただ、家庭を崩壊させることはなく、文吾を男手一つで育て上げている。加えて「純情さ」は失われていないようで、命日には清美によく似た女将がいる居酒屋で飲み明かす、自宅で清美の遺影を前にして酒を飲むなどのシーンが見られる。文吾から操と結婚すると聞いてからは、尻を触るのを自粛した。
長年の刑事生活から得た経験から、足で稼ぐ、現場百遍ともいうべき粘り強い捜査、様々な人脈、鋭い勘を武器に文吾をはじめ、若手の刑事の事件解決の大きな原動力となっている。また、柔道の腕は相当のようで立ち回りでも後れを取ることはなく、小兵ながら巨漢を取り押さえるシーンが散見される。
階級は劇中で使った名刺によると警部補だが、課員が「部長刑事（警部補の下の巡査部長に相当）だ」と話すシーンもあり、やや判然としない。
川上課長とは長年のコンビらしく、肩書きの違いを乗り越えて対等に話すシーンが多い。
大西 操（おおにし みさお）
下ノ町署捜査課所属の紅一点。この作品におけるヒロインで、漫画では髪がハート形になっている。デスクの位置は文吾の隣。実際に現場に出るよりも電話番を務めることが多いが、女性が絡む犯罪や、自身が巻き込まれる犯罪の際には剣道や柔道の腕をいかんなく発揮し、男性刑事顔負けの活躍を見せる。自宅は大金持ちであり、両親はいわゆる「箱入り娘」として操を育てた節があるが、当の本人はお転婆を地で行く性格であり、祖母がさらにそれに拍車をかけている格好である。大富豪であるが故に誘拐されたこともある。
文吾が下ノ町署に赴任してそう間もない間から文吾に対して好意を持っていた。そのため、麻実や小野寺鈴子とのさや当てや、文吾との痴話ゲンカをするシーンも多いが、コミック第14巻の強盗犯を逮捕するためのおとり捜査の際、洋上のボートで二人きりで過ごしてから距離は急接近。文吾の駐在所勤務の際、凶悪な犯人を逮捕に向かう前に文吾からプロポーズを受け、最終話では「日本版切り裂きジャック」の逮捕を無事成功させ、文吾と結婚した。
ポパイ
本名は瀬良満（せら みつる）。アメコミの『ポパイ』にそっくりな風貌で、パイプをふかしながら仕事をしている。ストーリー始めでは何かと文吾に突っかかる先輩刑事であったが、のちに文吾の最初の教育係であったという設定が加わった。コミック第8巻では、これまた『ポパイ』のオリーブにそっくりな小学校教諭・織辺オリエとの恋模様が描かれる。当初、文吾を付文に使ったことからオリエに嫌われたポパイであったが、ポパイがオリエの生徒を救助したことから距離が縮まり、恋愛関係となる。しかし、オリエが担当している女子児童が変質者に暴行目的で拉致されるという事件が起こり、生徒救出に成功したが、逮捕の際に抵抗する犯人に背中を刺され、重傷を負う。病院へ搬送されて手術を受けるも、オリエ、下ノ町署一同の祈りもむなしく死亡。31歳で殉職することとなる。実はそれ以前にも犯人に刺されたことがあるのだが、その際には命に別条はなかった。
殉職後も捜査課のメンバーから、その存在について言及されることが多かった。
岩（ガン）さん
本名は岩田実。音楽大学中退という変わった経歴を持ち、ピアノの腕はプロ級で、稀にその腕を披露することもある。大学在学中に、恋人をめぐるトラブルがあり、左手小指を痛めたことからピアニストの道を諦めざるを得ず、刑事となる（その際の恋人が、今の妻・早苗である）。
幼稚園に通う綾（あや）という一人娘がいる。非常に子煩悩で、何かというと娘の写真を同僚に見せたがったり、まだ5歳にもかかわらず娘の結婚問題に頭を悩ませている。それ故に、女性や子供が標的となる犯罪を憎悪する心は強く、普段の温厚さからは想像できないような怒りをあらわにする。
タレ
本名は垂水二郎（たるみ じろう）。詳しく語られることはないが、どうやら少年時代には暴走族をしていたようで、不良少年や不良少女と見ると放ってはおけなくなり、何かとお節介を焼く。また、アメリカ軍特殊部隊にいた友人がいるなど、刑事になるまでの来歴には謎が多い。空手二段（自称）で、劇中でも喧嘩自慢の暴走族リーダーや、複数のヤクザ・チンピラを圧倒する喧嘩の強さが描かれている。勘太郎と同じか、それ以上に女好きで、ナンパをするシーンも数々見られる。会社を経営する兄がおり、頻繁に「警察なんかやめてウチに来い」と誘われている。
下ノ町署全体のストーリーでは出番が少ないが、このような印象深いキャラを生かし、彼自身が主人公となるストーリーが描かれることもあり、他の刑事にはない異色の活躍を見せる。あだ名は、彼の本名である垂水からとったものと推測されるが、実は由来がもう一つあり、本当は垂れ目でそれを隠すために常にサングラスをしているところからあだ名がついたようである。一度だけ、サウナで起こった殺人事件の捜査の際にサングラスを外した際には、はじめてその素顔を見た文吾も大笑いしている。また、タレが盲腸で倒れた際、文吾がタレの身代わりとなっておとり捜査を行ったが、その際にもわざわざセロハンテープを使い、垂れ目を作っていたこともある。
文吾とは性格が正反対ながら何かとウマが合い、自宅アパートへ訪れた彼を泊めたり非番の日にも連れ立って行動したりと非常に仲が良い。
大仏（だいぶつ）
本名は大仏竜之介（おさらぎ りゅうのすけ）。5分刈りの頭に巨漢と、名前から想像される二枚目とはかけ離れた風貌を持つ。1歳のころに実の母親が死亡（実父も中学生の頃に死亡したと本人が同僚の梅村に語っている）、その後父親は再婚しているが、再婚相手は大仏を取り上げた助産師である。非常に母親思いであり、この育ての母親を今でも大事にして慕っている。
水が苦手で全く泳げないことが原因で犯人を取り逃がし、川上課長に一喝されて一念発起し、スイミングスクールへ通うようになった。それが功を奏し、10メートル程度は泳げるようになっている。
出身は不明だが、原作では幼馴染の女性と上記の育ての母が上京。当初「おさらぎりゅうのすけ」の名前を聞いて、対応した垂水と岩田が困っていた時に、川上課長と操が本名を思い出し、勘太郎も「そう言えば、あいつ、二枚目俳優みたいな名前だったなあ」と語るシーンがある。また同様の回に、幼い頃は巨体に似合わず、泣き虫で泣いて帰ってきた、また、幼馴染が「父親役」でおままごとの「母親役」を演じていたなどと義母が幼少時のエピソードを語っているシーンにイメージカットが描かれ、想像した捜査課の面々が吹き出すシーンがあり、この回の回想シーンでは幼少時は丸坊主だった模様。
梅村加入後は教育係的なポジションに就きコンビで行動することが多く、夜勤明けに彼の実家で朝食を振る舞われるなどプライベートでも仲が良い。
梅村 好平（うめむら こうへい）
事件簿No.121「刑事志願」よりレギュラー入りする文吾の後輩刑事。同僚からのあだ名は「梅」。
もともとは栄町三丁目派出所に勤務する巡査で、暇さえあれば刑事への昇進を夢みて異動願いを書いたり機械を弄ったりする日々を送っていたが、巡回中に出くわした人質事件を奇策で解決し、その様子を偶然通りかかった警視長から評価されたことで念願だった下ノ町署捜査課への配属が決まる。
お調子者でノリが軽く、感極まると「うッ…」とのけぞる癖がある。配属当初は「刑事」という職業に幻想を抱いて刑事ドラマ的なシチュエーションに憧れたり、不用意な発言で周囲からの顰蹙を買うこともあったが様々な捜査活動を経て次第に刑事らしくなっていき、終盤では小柄な体型にも関わらず果敢に犯人へ格闘を挑むことが多くなる。また、車両の破損状況から事故原因を突き止めるなどメカにも強い。
実家はクリーニング店「DRY CLEANING うめむら」を営んでおり、母と3人の妹（小学生2人と幼稚園児1人)との5人家族。
川上課長
フルネームは川上登。あだ名はアルマジロ。下ノ町署捜査課の課長。詳しいことは作中で語られなかったが、勘太郎とは長年の付き合いらしく、上司、部下を超えた関係を作っている。また、厳しい反面非常に部下思いで、時に部下の尻拭い（おもに文吾）に頭を痛めながらも勘太郎以外のメンバーとの人間関係も良好である。捜査方針についてはあまり口出しすることはなく、勘太郎以下課のメンバーに厚い信頼を抱いていることがうかがえる。
子供は娘の美登利、大学生の息子・昇一の二人だが、娘を溺愛しており、岩さんと並ぶ子煩悩である。物語の後半、美登利が白バイ隊の尾崎と恋人関係になり、尾崎とケンカするシーンがよくみられる。

## テレビドラマ版
1979年4月3日から同年9月25日まで東京12チャンネル（現・テレビ東京）で放送されていた。全25話。放送時間は毎週火曜 20:00 - 20:54 （日本標準時）。制作は東宝。基本的な設定は原作に準ずる。
本作放送開始に伴い、『週刊少年サンデー』1979年19号の表紙を大西操役の服部まこが飾り、原作漫画（事件簿No.87「どっちがどっち」）の巻頭四色カラーページにテレビドラマの制作発表記者会見の写真を組み込み、原作の登場人物たちがそれを見て一喜一憂、そして宝石強盗が乱入した場所ではドラマ版のロケーションが行われ、文吾・勘太郎らが名高達男らドラマ出演者と共演するというコラボレーションの回があった。この話は電子書籍の第4巻に収録されている。
最終回では3人が殉職する具体的なストーリーの案（ポパイこと瀬良が原作通り殉職する他、大西操が誘拐された上死亡、岩田が暴力団に殺される）があり、その脚本も出来上がっていたが、最終稿では一転して殉職者が一人も無しで終わるストーリーに変わった。渡辺毅プロデューサーは「人情物で喜劇タッチのドラマなので、これはやめた」と話している。

### キャスト
- 柴田文吾（ジュニア）：名高達郎
- 柴田勘太郎（オトウサン）：金子信雄
- 大西操：服部まこ
- 垂水二郎（タレ）：村野武範
- 瀬良満（ポパイ）：二瓶正也
- 岩田実（ガンさん）：伊東平山
- 大仏竜之介（大仏）：丹古母鬼馬二
- 川上登課長（アルマジロ）：金井大

### スタッフ
- プロデューサー：渡辺毅
- 製作：東宝、東京12チャンネル

### 主題歌
愛の星
作詞：石坂まさを / 作曲・編曲：原田良一 / 唄：塩見大治郎 / 発売：CBSソニー (06SH 474)

### 放送日程
| 話数 | 放送日        | サブタイトル                   | 脚本                 | 監督     | ゲスト                                       |
| ---- | ------------- | ------------------------------ | -------------------- | -------- | -------------------------------------------- |
| 1    | 1979年4月3日  | ライフルは第三の男を狙う       | 下飯坂菊馬、杉江慧子 | 鈴木英夫 |                                              |
| 2    | 1979年4月10日 | 美女は殺人者を連れていた       | 高橋千津子           |          | 長内美那子、左時枝、成瀬正、古川聰           |
| 3    | 1979年4月17日 | 人気女優がバスルームで死んだ   | 高田純               |          | 多宮健二、新浦百合子                         |
| 4    | 1979年4月24日 | 怒れ息子デカ                   | 高橋千津子           |          | 山田吾一、近藤宏、富山真沙子                 |
| 5    | 1979年5月1日  | 48時間の逃亡者                 | 安斉あゆ子、鈴木英夫 | 鈴木英夫 | 高原駿雄、小川露里                           |
| 6    | 1979年5月8日  | 復讐への暴走                   | 高田純               |          | 中西良太、大塚国夫、杉真由美                 |
| 7    | 1979年5月15日 | 恋人たちの城                   | 椋露地桂子           |          | 小倉一郎、鈴鹿景子、絵沢萠子                 |
| 8    | 1979年5月22日 | 天使のように、悪魔のように     | 鹿水晶子             |          | 菅井きん                                     |
| 9    | 1979年5月29日 | 人間狩り、あの女を狙え         | 下飯坂菊馬           |          | 伊藤武史、高橋淳、野川愛                     |
| 10   | 1979年6月5日  | 再会・俺たちに明日はない       | 上條逸雄             |          | 佐野浅夫、下村節子、久世竜之介、相原巨典     |
| 11   | 1979年6月12日 | 脅迫者はネグリジェを着ていた   | 加瀬高之             |          | ホーン・ユキ、久保田万作                     |
| 12   | 1979年6月19日 | 記憶はキッスで甦える           | 高橋千津子           |          | 桜むつ子、黒部進、中川明                     |
| 13   | 1979年6月26日 | 殺人犯は温泉客を人質にした     | 杉江慧子             |          | 今福正雄、加山麗子、富川澈夫、頭師佳孝       |
| 14   | 1979年7月3日  | 対決・白昼の通り魔を追え       | 上條逸雄             |          | 大場順、大山いづみ                           |
| 15   | 1979年7月10日 | 狙われた青春の死角             | 宮下教雄             |          | 花沢徳衛、早瀬久美子、内田喜郎、高杉玄       |
| 16   | 1979年7月17日 | ディスコ・レディ全裸殺人       | 櫻井康裕             | 鈴木英夫 | 山路和弘、和田瑞穂、池田鴻                   |
| 17   | 1979年7月24日 | 娘たちの犯罪                   | 上條逸雄             | 鈴木英夫 | 沢井桃子、風祭ゆき、諏訪圭一                 |
| 18   | 1979年7月31日 | 罠・あなたもスターになれる     | 鹿水晶子             |          | 西尾三枝子、山口暁、岡部健                   |
| 19   | 1979年8月7日  | 命売ります100万円              | 鴨井達比古、朝倉千筆 |          | 江幡高志、島田順司、相川圭子、石原初音       |
| 20   | 1979年8月14日 | 幽霊はトウシューズをはいて来た | 杉江慧子             |          | 清川新吾、鈴木英美子、鹿沼エリ、那智映美     |
| 21   | 1979年8月21日 | 若者はふるさとの海を見た       | 加瀬高之             |          | 赤座美代子、水城蘭子、磯村健治               |
| 22   | 1979年8月28日 | 火だるま・死んだのは誰だ       | 上條逸雄             |          | 井上博一、藤春枝、中谷紗穂理                 |
| 23   | 1979年9月11日 | 若い娘は危険がいっぱい         | 椋露地桂子           |          | 丹阿弥谷津子、井上高志、山本由香利、小野進也 |
| 24   | 1979年9月18日 | 青春の逃亡者を追え             | 椋露地桂子           |          | 森川正太、立枝歩                             |
| 25   | 1979年9月25日 | 勘太郎子守唄                   | 下飯坂菊馬、杉江慧子 | 松森健   | 伊佐山ひろ子、片桐夕子                       |

### その他
- 本作が終了して1年3ヶ月後の1981年1月6日から同年3月24日まで、同局の火曜22:00 - 22:54で全話から12話選んで再放送された事があった（『日本経済新聞 縮刷版』日本経済新聞社、1981年1月6日 - 同年3月24日テレビ欄。）。

| 東京12チャンネル 火曜20:00枠                                                                           | 東京12チャンネル 火曜20:00枠                          | 東京12チャンネル 火曜20:00枠                                        |
| 前番組                                                                                                 | 番組名                                                | 次番組                                                              |
| --- | ----------------------------------------------------- | ------------------------------------------------------------------- |
| ちびっこ歌まねベストテン （1978年4月4日 - 1978年12月26日） ↓ 単発特番 （1979年1月2日 - 1979年3月27日） | おやこ刑事 （1979年4月3日 - 1979年9月25日）           | 体験時代 （1979年10月9日 - 1979年12月18日）                         |
| 東京12チャンネル 火曜22:00枠                                                                           |                                                       |                                                                     |
| 縁かいな（第1期） ※22:00 - 22:30日本民謡決定版 ※22:30 - 23:00                                          | おやこ刑事（再放送） （1981年1月6日 - 1981年3月24日） | 縁かいな（第2期） ※22:00 - 22:30直純のピアノふぉる亭 ※22:30 - 23:00 |

## 関連作品
一撃伝
大島やすいちの単独執筆による拳法漫画。本作『おやこ刑事』の後日譚にあたる作品でもあり、柴田文吾らしき青年刑事とその息子「柴田ツヨシ」が登場する。
ツヨシの母は病気療養中で、シルエットとセリフのみ描かれるのみであったが、第11巻での死亡の際に初めて、小さいながらも操の顔が描かれた。本作では父・忠信らしき人物も登場している。
2004年に発表された本作の「新事件簿」では、逆に忠信が急逝し、操が大西商会をの経営を継いているので、事実上パラレルワールド化している。